# Lisette Olivera
Lisette Alexís Gutiérrez (Los Angeles, 16 de abril de 1999),conhecidas profissionalmente como Lisette Alexis e Lisette Olivera, é uma atriz norte-americana. Ela é mais conhecida por seu papel na série de televisão Disney+ National Treasure: Edge of History, a extensão de 2022 da franquia National Treasure.

## Biografia
Olivera nasceu em 16 de abril de 1999 e cresceu nos subúrbios de Los Angeles, em parte criada por seu avô. Sua mãe a dissuadiu de uma carreira de atriz, empurrando-a para áreas mais "economicamente suficientes" e ela treinou como dançarina desde a infância, e também estudou canto, piano e violão. Quando ela tinha idade suficiente para dirigir sozinha, ela fez um teste para curtas-metragens na vizinha Hollywood. Ela modelo na faculdade.

## Filmografia

### Cinema
| Ano  | Título                  | Papel     | Notas       |
| ---- | ----------------------- | --------- | ----------- |
| 2019 | Feint                   | Donna     | Filme curto |
| 2021 | I Always Said After     | Alma Luna |             |
| 2021 | We Need to Do Something | Amy       |             |
| 2023 | Waltz of the Angels     | Gabby     |             |

### Televisão
| Ano       | Título                             | Papel           | Notas             |
| --------- | ---------------------------------- | --------------- | ----------------- |
| 2018      | Total Eclipse                      | Belle           | Elenco recorrente |
| 2022-2023 | National Treasure: Edge of History | Jess Valenzuela | Elenco principal  |